# Понграц, Йожеф
Йожеф Понграц (венг. Pongrácz József, 10 сентября 1891 — ?) — венгерский борец греко-римского стиля, призёр чемпионата мира.

## Биография
Родился в 1891 году в Сегеде. В 1912 году выиграл неофициальный чемпионат Европы, но на Олимпийских играх в Стокгольме не завоевал наград.
После Первой мировой войны, выступая уже за независимую Венгрию, в 1920 году завоевал серебряную медаль чемпионата мира.